# Hans-Jürgen Gede
Hans-Jürgen Gede (* 14. November 1956 in Gelsenkirchen-Ückendorf) ist ein deutscher Fußballtrainer und ehemaliger Fußballspieler.

## Spielerlaufbahn
Gede spielte in der Jugend für Eintracht Gelsenkirchen und Westfalia Herne. 1972 wechselte er zum FC Schalke 04, in dessen Bundesligakader er 1975 aufrückte. Als Mittelfeldspieler zählte Gede von 1975 bis 1977 zum Bundesligakader des FC Schalke 04. Während dieser zwei Jahre bestritt er für die Gelsenkirchener 33 Spiele (zwei Tore) in der Bundesliga und wurde 1977 mit den Schalkern Vizemeister. Danach wechselte er zu Preußen Münster. Dort kam er zu 72 Spielen und 10 Toren in der 2. Bundesliga Nord. Ebenfalls bestritt Gede für Münster drei Spiele im DFB-Pokal.
Zwischen 1979 und 1991 bestritt er 344 Spiele in der 2. Bundesliga für den SC Fortuna Köln, avancierte dort zu einem der besten Mittelfeldspieler der Zweitligageschichte und verdiente sich damit zu Recht seinen Spitznamen „Zico“. Mit dem SC Fortuna Köln stand er auch 1983 im Endspiel des DFB-Pokals, das knapp mit 0:1 gegen den Stadtrivalen und hohen Favoriten 1. FC Köln verlorenging. Insgesamt kam er im DFB-Pokal für Fortuna Köln zu 26 Einsätzen. Seine 416 Zweitligaspiele führen in dieser Spielklasse auf Rang 6 der am häufigsten eingesetzten Profis.

## Trainerlaufbahn
Am 24. Januar 1992 folgte er als Trainer von Fortuna Düsseldorf auf den tags zuvor entlassenen Rolf Schafstall. Am 25. März 1992, also nur zwei Monate nachdem er als Trainer verpflichtet worden war, wurde er vom Klub aus der Landeshauptstadt Nordrhein-Westfalens wieder entlassen. Auf ihn folgte der bis dahin als Sportdirektor bei den Düsseldorfern arbeitende Horst Köppel. 1994/95 war Gede Trainer der U-23 Nationalmannschaft des Iran. In der Spielzeit 1996/97 wechselte Gede zum KSV Hessen Kassel, wo er jedoch vorzeitig entlassen wurde. 1998 war Gede Nationaltrainer im Iran, danach folgte von 1999 bis 2001 ein Engagement beim westfälischen Oberligisten SV Lippstadt 08. Von 2001 bis 2003 war Gede Co-Trainer beim Zweitligisten Rot-Weiß Oberhausen.
Im Jahr 2005 arbeitete Gede als Nationaltrainer Usbekistans, wurde aber im April 2005 nach einem 1:2 in der WM-Qualifikation bei den favorisierten Südkoreanern vom usbekischen Verband entlassen. Zuvor hatte Gede einige Jahre vorwiegend im asiatischen Raum (meist im Nahen Osten) als Fußballtrainer gearbeitet. Nach seiner Entlassung als Nationaltrainer trainierte Gede 2005/06 den iranischen Club Shahid Ghandi Yazd. Danach trainierte er 2006 Al-Ahli Manama. Im September 2008 wurde er Trainer des aserbaidschanischen Klubs Neftçi Baku; sein Cotrainer dort war Rob Reekers. Im März 2009 wurde er nach nur zwölf Liga- und drei Pokalspielen, von denen sein Team insgesamt nur fünf gewinnen konnte, entlassen. Auf Empfehlung seines deutschen Kollegen Hans R. Emser, der Technischer Direktor des Thai Premier League Clubs Bangkok Glass FC ist, wechselte Gede im Juli 2009 als Cheftrainer zu Okkthar United einem Premier League Club von Myanmar. Bangkok Glass FC und Okkthar United haben eine Partnerschaft abgeschlossen. In der Saison 2009/10 trainierte er den libyschen Club Al Tahadi. Seit Oktober 2013 ist Gede Trainer beim iranischen Club Aluminium Hormozgan. Von August 2016 an arbeitete Gede als Technischer Direktor für die Nationalmannschaft von Vietnam, nachdem er zuvor ein halbes Jahr als Trainer bei Hedefspor Hattingen ausgeholfen hatte.